# 1917

## أحداث
- تأسيس مدينة بريزيدينت برودينت وتقع حاليا في البرازيل.
- تأسيس مدينة نكونغسامبا [الإنجليزية]
 وتقع حاليا في الكاميرون.
- تأسيس مدينة هوفينكا وتقع حاليا في فنلندا.
- بداية الحرب الأوكرانية السوفييتية في 1917 والتي انتهت في 1921.
- نهاية حملة رومانيا في 1 ديسمبر 1917 والتي بدأت في 1 أغسطس 1916.

### مارس
- 11 مارس 1917م دخول بغداد من قبل فردريك ستانلي مود قائد الجيش البريطاني في حملة بلاد الرافدين.

### يونيو
- 1 يونيو – بدأ أزمة مجالس الدفاع العسكري في برشلونة - إسبانيا.

### نوفمبر
- 2 نوفمبر – صدرو وعد بلفور باسم وزير خارجية إنجلترا آرثر جيمس بلفور بإقامة وطن قومي لليهود في فلسطين وهو ما عُرف بـ"وعد من لا يملك لمن لا يستحق"
- 7 نوفمبر – بداية الثورة البلشفية بقيادة فلاديمير لينين
- 7 نوفمبر – الحرب العالمية الأولى: استيلاء القوات البريطانية على مدينة غزة وخروج القوات العثمانية منها.
- 7 نوفمبر – نجاح الثورة البلشفية بقيادة لينين في الإمبراطورية الروسية بعد الإطاحة بالحكم القيصري وتأسيس جمهورية روسيا السوفيتية الاتحادية الاشتراكية

### ديسمبر
- 6 ديسمبر – استقلال دولة فنلندا.
- 22 ديسمبر – روسيا تبدأ مفاوضات السلام مع ألمانيا وذلك أثناء الحرب العالمية الأولى.

## مواليد
- آرثر سي كلارك
- أحمد الملط
- أحمد مظهر
- أرماندو تيستا
- أسمهان
- أندرو هكسلي
- أنور الجندي
- أوسكار روميرو
- أيوب الخطيب
- إبراهيم شمس
- إدوارد نورتون لورنتز
- إلا فيتزجيرالد
- إيرنست بورغنين
- إيليا بريغوجين
- إيو مينغ بي
- المولدي زليلة
- بيير دانزيلي
- جاد الحق علي جاد الحق
- جان بيرتن
- جوشوا نكومو
- جون فين
- جون كندرو
- جون كورنفورث
- جون كينيدي
- جوون فوراي
- جيمس رينوتر
- حاشي عبد الرحمان
- حسين صدقي
- خوان رولفو
- ديفيد إيستون
- ديفيد بوم
- دين مارتن
- روبرت وودورد
- زهيرة عابدين
- زينب الغزالي
- سميرة موسى
- شلومو غورين
- صفاء خلوصي
- صلاح زيتون
- عبد الباقي الحسيني
- عبد الجبار العماري
- عبد الحليم علي خريسات
- عبد الرزاق نوفل
- عبد السميع عبد الله
- عبد الفتاح أبو غدة
- عبد الكريم بن ثابت
- عبد اللطيف البغدادي
- عبد الله السلال
- عثمان أحمد عثمان
- ناصر المزيعل
- فدوى طوقان
- فرانشيسكو ماتيو
- فرديناند ماركوس
- فضيلة الجزائرية
- فهد العسكر
- فيل تايلور
- فيليب فون بوسلاغر
- كاميل ليبار
- كريم كريموف
- كمال جنبلاط
- كنعان أفرين
- لور دكاش
- لويس كارنيلجيا
- ليونيد هورفيتش
- مارجاريته نويمان
- مانوليتي
- محمد الأمين الشابي
- محمد الأمين دباغين
- محمد الطاهر آيت علجت
- محمد الغزالي
- محمد عبد القادر عبد الله
- محمود خليل الحصري
- محمود رياض
- محمود عبد الحليم
- مصطفى الأشرف
- مصطفى بن بولعيد
- مناحيم سفيدور
- مولود معمري
- ناجي طالب
- هاينريش بول
- هيربرت هاوبتمان
- ويليام نولز
- يحيى شاهين
- يوسف الخال
- يوسف السباعي

### فبراير
- 4 فبراير - عبد الرحمن بدوي، فيلسوف مصري ومؤرخ للفلسفة (ت. 25 يوليو 2002).

### نوفمبر
- 11 نوفمبر - روبرت فانو، عالم حاسوب إيطالي-أمريكي.
- 18 نوفمبر - خايمي دي بينييس، دبلوماسي إسباني.
- 19 نوفمبر - ولادة انديرا غاندي رئيسة وزراء الهند.

## وفيات
- أدولف فون باير
- أوغوست رودان
- أوكتاف ميربو
- إدغار ديغا
- إدوارد بوخنر
- إدواردو دي كابوا
- إميل دوركايم
- إميل فون بهرنغ
- البشير صفر
- السلطان حسين كامل
- تيودور كوخر
- جابر المبارك الصباح
- جاستون ليروكس
- جيمس ماسون كرافتس
- جيمي سبيرز
- زينا فيرى مودي
- سلامة حجازي
- شبلي شميل
- فريدريك روبرت هيلمرت
- لورد كرومر
- ماتا هاري
- محمد شمس الدين تلسروقة
- عبد الرحمن القره داغي
- فلاديمير بروخوروفيتش أماليسكي عالم أحياء قديمة روسي.

## نال جائزة نوبل
- في الفيزياء – البريطاني تشارلس غلوفر باركلا.
- في الكيمياء – محجوبة.
- في الطب – محجوبة.
- في الأدب – مناصفة بين الدانماركيان كارل غيلوروب وهنريك بونتوبيدان.
- في السلام – اللجنة الدولية للصليب الأحمر.